# Tony Moulai
Tony Moulai (Saint-Nazaire, 17 de enero de 1976) es un deportista francés que compitió en triatlón. Ganó una medalla de plata en el Campeonato Mundial de Triatlón por Relevos Mixtos de 2012 y una medalla de plata en el Campeonato Europeo de Triatlón de 2008.

## Palmarés internacional
| Campeonato Mundial por Relevos Mixtos | Campeonato Mundial por Relevos Mixtos | Campeonato Mundial por Relevos Mixtos | Campeonato Mundial por Relevos Mixtos |
| Año                                   | Lugar                                 | Medalla                               | Prueba                                |
| ------------------------------------- | ------------------------------------- | ------------------------------------- | ------------------------------------- |
| 2012                                  | Estocolmo (Suecia)                    | Medalla de plata                      | Relevo mixto                          |
| Campeonato Europeo                    |                                       |                                       |                                       |
| Año                                   | Lugar                                 | Medalla                               | Prueba                                |
| 2008                                  | Lisboa (Portugal)                     | Medalla de plata                      | Individual                            |